# Mont-Saxonnex
Mont-Saxonnex è un comune francese di 1 619 abitanti situato nel dipartimento dell'Alta Savoia della regione dell'Alvernia-Rodano-Alpi.

## Società

### Evoluzione demografica
Abitanti censiti